# Calathotarsus pihuychen
Calathotarsus pihuychen är en spindelart som beskrevs av Pablo A. Goloboff 1991. Calathotarsus pihuychen ingår i släktet Calathotarsus och familjen Migidae. Inga underarter finns listade.